# Curitiba
Curitiba a brazíliai Paraná állam fővárosa. 2010-es adatok szerint lakosainak száma 1 760 000.  A város 935 m magasságban van a tengerszinthez képest.
1693-ban egy portugál faluként alapították Curitiba település ősét. 1721-ben kapta meg a jelenlegi Curitiba városnevet. 1842-ben kapta meg a városi rangot. 1850 után nagyobb hullámokban érkeztek európai bevándorlók a településre. Németek, olaszok, lengyelek és ukránok jöttek nagy számban. Chicago után a világ második legnagyobb lengyel közössége él a városban. 1913-ban fektették le az első vasúti síneket.
Legnagyobb reptere az Afonso Pena nemzetközi repülőtér.

## Népesség
A város népességének változása:
| Lakosok száma | 1 587 315 | 1 751 907 | 1 848 943 | 1 879 355 | 1 948 626 | 1 963 726 | 1 773 718 |
|               | 2000      | 2010      | 2013      | 2015      | 2020      | 2021      | 2022      |

## Gazdaság
Curitiba ipari és kulturális központ. A GDP mintegy 35%-át az ipar képviselte, a kereskedelem és a szolgáltatási szektor kb. 65%-át. A városban számos multinacionális vállalat telepedett meg. Itt van Brazília 2. legnagyobb autógyára.
Az egy főre jutó jövedelem 66%-kal magasabb itt, mint a brazil átlag.

## Közlekedés

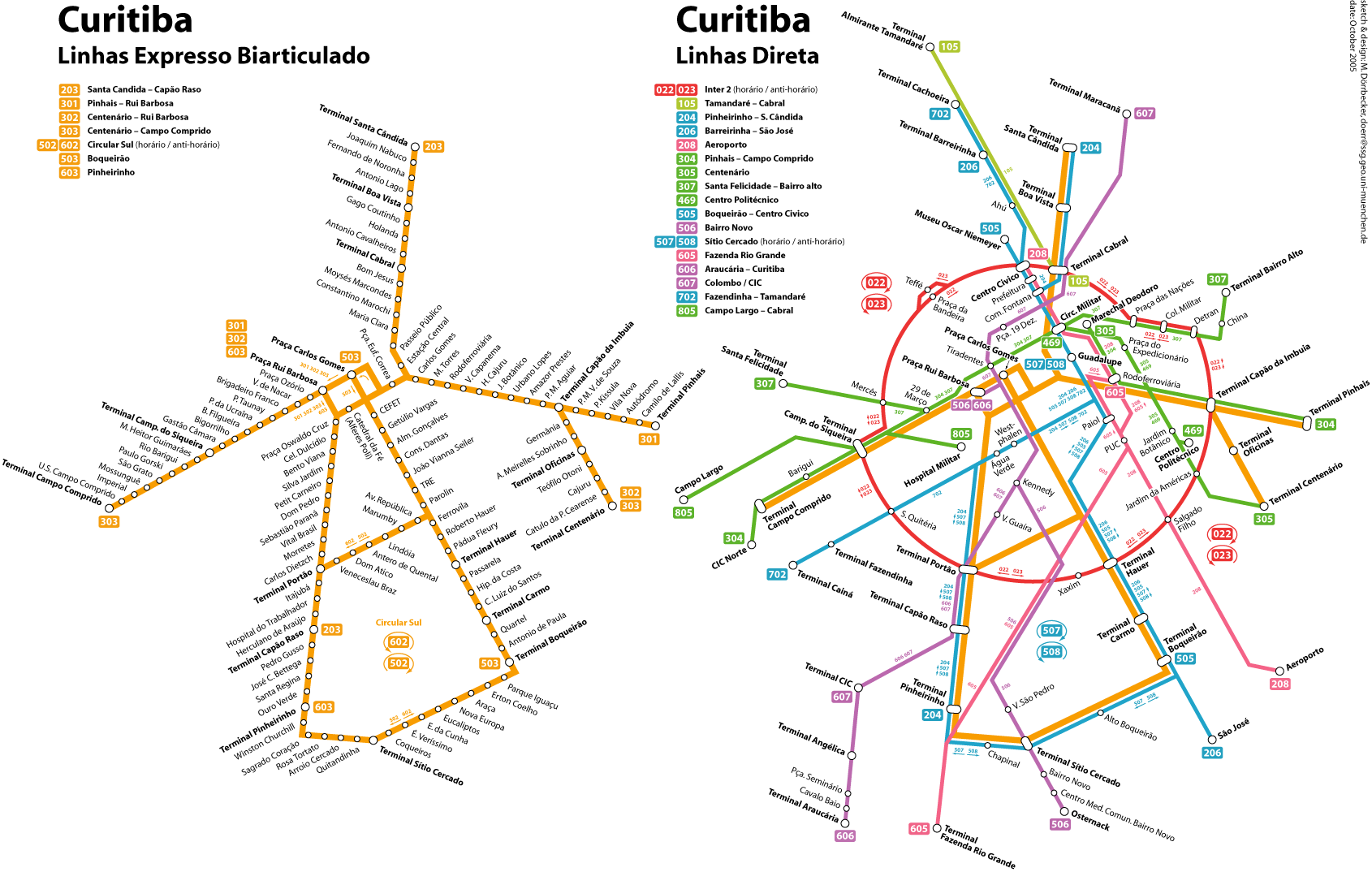
Közlekedési térkép

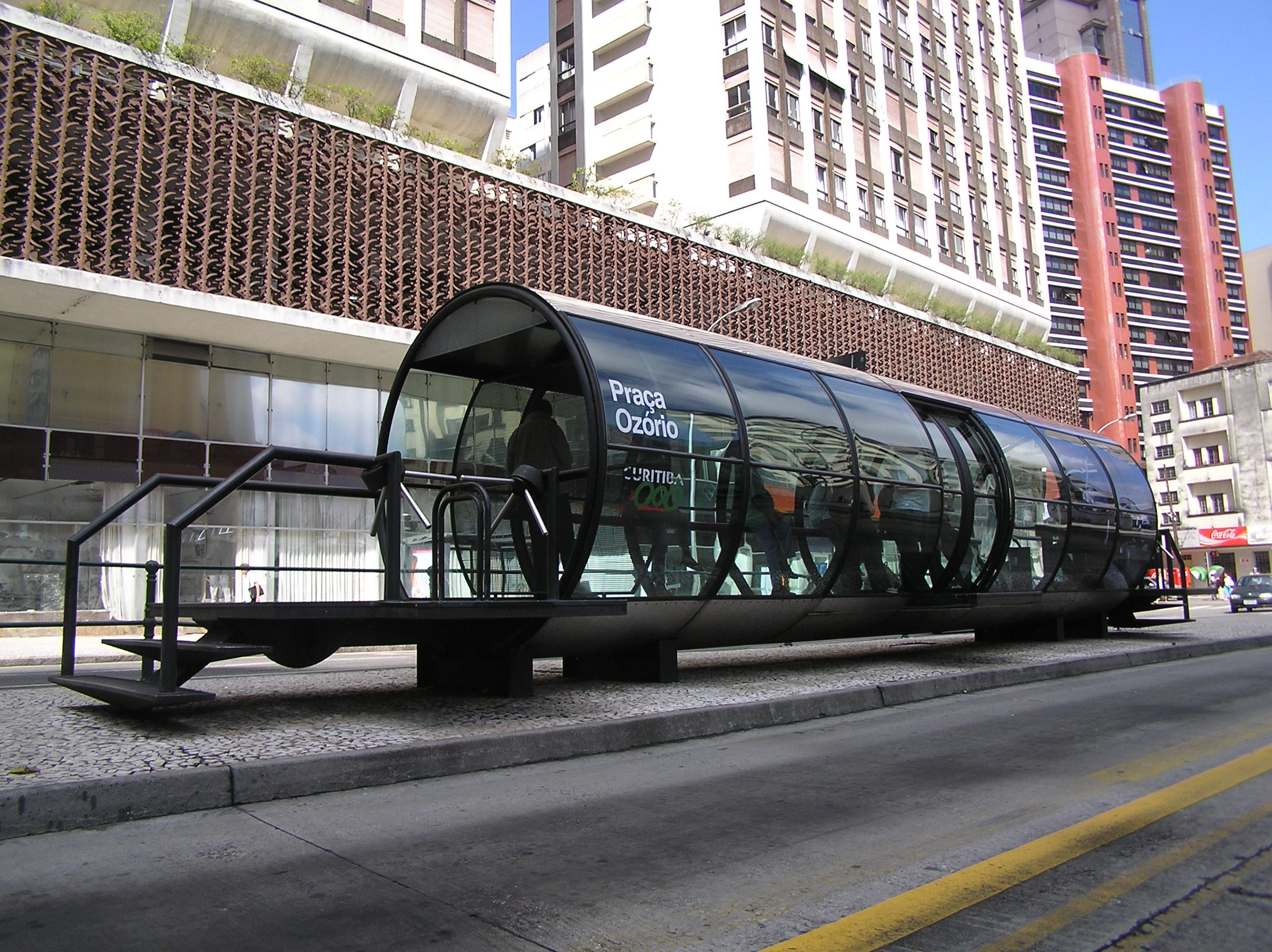
Buszállomás

## Éghajlata
| Jan   | 25,9 | 20,2 | 16,3 |  |
| Feb   | 26,2 | 20,5 | 16,7 |  |
| Márc  | 25,0 | 19,4 | 15,7 |  |
| Ápr   | 22,6 | 17,2 | 13,3 |  |
| Máj   | 20,5 | 14,8 | 10,6 |  |
| Jún   | 19,3 | 13,3 | 8,7  |  |
| Júl   | 19,1 | 13,1 | 8,4  |  |
| Aug   | 20,2 | 13,8 | 8,9  |  |
| Szept | 20,3 | 14,6 | 9,9  |  |
| Okt   | 22,0 | 16,3 | 12,3 |  |
| Nov   | 23,3 | 17,9 | 13,8 |  |
| Dec   | 26,4 | 19,9 | 15,8 |  |
| Év    | 22,6 | 16,5 | 12,5 |  |

## Fordítás
Ez a szócikk részben vagy egészben  a   Curitiba című angol Wikipédia-szócikk fordításán alapul.  Az eredeti cikk szerkesztőit annak laptörténete sorolja fel. Ez a jelzés csupán a megfogalmazás eredetét és a szerzői jogokat jelzi, nem szolgál a cikkben szereplő információk forrásmegjelöléseként.